# Molnár Zoltán (író)
Molnár Zoltán (Debrecen, 1920. november 24. – Budapest, 2009. január 10.) kétszeres József Attila-díjas magyar író, újságíró, műfordító.

## Életpályája
Molnár Lajos férfi szabósegéd és Majorovics Szidónia fia. Szakiskolában tanult, lakatos szakmunkás bizonyítványt szerzett. 1945–1950 között pártmunkásként tevékenykedett. 1950-ben kizárták a pártból (Magyar Dolgozók Pártja). 1950–1954 között munkásként kereste meg kenyerét, majd 1954-től az Irodalmi Újság, később a Szabad Nép munkatársa lett. 1956-ban az Írószövetség titkára volt, de letartóztatták. 1959-ben szabadult. Szabadfoglalkozású író, újságíró és műfordító. 1963–1980 között az Élet és Irodalom munkatársa volt.
Házastársa Ónodi Lajos és Juhász Margit lánya, Irma volt, akit 1945. december 15-én Debrecenben vett nőül.

## Művei
- Félegyházi képek (riportok, 1953)
- A kovács (elbeszélések, 1954)
- Fegyver ropog a Buzsorán (regény, 1956)
- Régi szerelem (elbeszélések, 1960)
- Egy vöröskatona emlékei (kisregény, 1962)
- Egy márciusi nap (regény, 1965)
- A tizenharmadik leány (regény, 1963)
- Váratlan esküvő (elbeszélések 1966)
- Ulti a halállal (regény, 1968)
- Búcsú a Jóistentől (elbeszélések, 1971)
- Civilélet (kisregény, 1973)
- Sár (regény, 1975)
- Amilyen boldog csak lehet az ember (válogatott kisregények, 1976)
- Eszmeralda csókja (elbeszélések, 1977)
- Eljegyzés (regény, 1979)
- Fakerék (elbeszélések, 1982)
- Lagzi (elbeszélések, kisregény, 1987)
- Oly sok viszály után a forradalom 33. évfordulóján (c. kötet egyik írója, 1989)
- Veszélyek és meggondolások. Elbeszélések szerelemről, házasságról, válásról; vál., utószó Illés Lajos; Hét Krajcár, Bp., 1995[4]

## Díjai
- József Attila-díj (1954, 1972)
- A Munka Érdemrend arany fokozata (1980, 1985)
- Magyar Népköztársasági Érdemérem tiszti keresztje
- Népköztársasági Érdemérem ezüst fokozata
- 1956-os Emlékérem (1991)